# Wołodymyr Żurawczak
Wołodymyr Ołeksowycz Żurawczak, ukr. Володимир Олексович Журавчак, ros. Владимир Олексович Журавчак, Władimir Oleksowicz Żurawczak (ur. 3 maja 1957 w Schodnicy, w obwodzie lwowskim) – ukraiński piłkarz, grający na pozycji obrońcy, trener piłkarski.

## Kariera piłkarska

### Kariera klubowa
Wychowanek Instytutu Kultury Fizycznej we Lwowie. W 1977 rozpoczął karierę piłkarską w klubie Torpedo Łuck. W następnym sezonie przeszedł do Metalista Charków. W 1981 przeniósł się do Kubania Krasnodar, który awansował do Wysszej Ligi. W 1984 powrócił do Lwowa, gdzie bronił barw klubu SKA Karpaty Lwów. W 1989 został piłkarzem odrodzonych lwowskich Karpat. Kończył karierę piłkarską w klubie Karpaty Kamionka Bużańska, w którym pełnił również funkcje trenerskie.

## Kariera trenerska
Jeszcze będąc piłkarzem klubu Karpaty Kamionka Bużańska pomagał trenować drużynę. W 1992 pomagał trenować Karpaty Lwów. Kiedy główny trener Myron Markewicz został w 1995 zwolniony, pełnił funkcję trenera Karpat. Po sezonie Markewicz wrócił do Karpat i Żurawczak ponownie pomagał trenować Karpaty. Od rundy wiosennej sezonu 1998/99 prowadził FK Lwów, ale latem 2001 klub został połączony z Karpatami-2 i Żurawczak przeszedł do sztabu szkoleniowego Karpat. W 2002 Markewicz ponownie został zwolniony i jego funkcje ponownie przejął Żurawczak. W 2005 został asystentem w łotewskim klubie Venta Kuldiga. Od początku 2006 pracował na stanowisku starszego trenera w Wołyni Łuck. 1 lutego 2012 objął stanowisko głównego trenera FK Lwów.

## Sukcesy i odznaczenia

### Sukcesy klubowe
- brązowy medalista Pierwoj Ligi ZSRR: 1980, 1984, 1985

### Odznaczenia
- tytuł Mistrza Sportu ZSRR: 1984